# Corante tricromo de Lillie
Corante ou coloração tricromo ou tricrômica de Lillie é uma combinação de corantes usados em histologia.
É similar ao corante tricromo de Masson, mas usa o escarlate de Biebrich para a coloração de plasma.

## Ligações externos
- «Lillie's trichrome no StainsFile.info» (em inglês)